# Монтгомері (округ, Алабама)
Шаблон:StateAbbr_ 32°13′09″ пн. ш. 86°12′34″ зх. д. / 32.219166666667° пн. ш. 86.209444444444° зх. д.
 Монтгомері (англ. Montgomery County) — округ (графство) у штаті Алабама. Ідентифікатор округу 01101.

## Історія
Округ утворений 1816 року.

## Демографія
За даними перепису
2000 року
загальне населення округу становило 223510 осіб, зокрема міського населення було 196892, а сільського — 26618.
Серед мешканців округу чоловіків було 106359, а жінок — 117151. В окрузі було 86068 домогосподарств, 56807 родин, які мешкали в 95437 будинках.
Середній розмір родини становив 3,06.
Віковий розподіл населення поданий у таблиці:
| Стать    | До 15 років | 15-21 | 22-29 | 30-39 | 40-49 | 50-65 | 65-85 | Понад 85 |
| -------- | ----------- | ----- | ----- | ----- | ----- | ----- | ----- | -------- |
| Чоловіки | 24466       | 13009 | 13431 | 15812 | 15029 | 14660 | 9179  | 773      |
| Жінки    | 23619       | 12321 | 14063 | 16839 | 17233 | 16721 | 13886 | 2469     |

## Суміжні округи
- Елмор — північ
- Мейкон — північний схід
- Буллок — схід
- Пайк — південний схід
- Креншо — південний захід
- Лаундс — захід
- Отога — північний захід

## Виноски
1. ↑  U.S. Decennial Census. United States Census Bureau. Архів оригіналу за 19 липня 2018. Процитовано 22 серпня 2015.
2. ↑  Historical Census Browser. University of Virginia Library. Архів оригіналу за 11 серпня 2012. Процитовано 22 серпня 2015.
3. ↑  Forstall, Richard L., ред. (24 березня 1995). Population of Counties by Decennial Census: 1900 to 1990. United States Census Bureau. Архів оригіналу за 24 вересня 2015. Процитовано 22 серпня 2015.
4. ↑  Census 2000 PHC-T-4. Ranking Tables for Counties: 1990 and 2000 (PDF). United States Census Bureau. 2 квітня 2001. Архів оригіналу (PDF) за 18 грудня 2014. Процитовано 22 серпня 2015.
5. ↑  State & County QuickFacts. United States Census Bureau. Архів оригіналу за 6 червня 2011. Процитовано 16 травня 2014.(англ.) Наведено за англійською вікіпедією.
6. ↑  American FactFinder. Бюро перепису населення США. Архів оригіналу за 26 лютого 2012. Процитовано 31 січня 2008.